# Чепель (остров)
Чепель (венг. Csepel-sziget) — большой остров на реке Дунай, в Венгрии. Длина — 48 км; ширина 6—8 км; площадь — 257 км².
Дунай протекает вдоль западного берега острова, вдоль восточного — Рацкевейский рукав этой реки.
В северной части острова расположен XXI район Будапешта. Напротив южной оконечности острова находится город Рацалмаш. На остров можно попасть пригородной железной дорогой.
Города: Рацкеве, Сигетсентмиклош, Сигетхалом, Тёкёль, пгт. Халастелек.
Остров был центром, откуда венгры отправлялись на завоевания, так как он стал жилищем племени Арпада.
Название происходит от имени конюха Арпада, Чепельта (Csepelt). Версия упоминается в латинской хронике примерно 1200 года Gesta Hungarorum, где имя указано как sepel. Это мнение оспаривают некоторые лингвисты: Лоранд Бенкё, например, считает, что название острова восходит к слову тюркского происхождения csepel(y) ~ cseplye, обозначающего кустарниковую или дубовую поросль.